# 上原彰兼
上原 彰兼（うえはら あきかね、1983年8月27日 - ）は日本のミュージシャン、ドラマー。通称はあっくん、どら息子。元ロードオブメジャーのメンバーである。現在はOne love for peaceという5人組バンドに所属している。血液型はAB型。沖縄県那覇市出身。

## 人物
- 以前所属していたバンドはDirty Rabbit。
- パソコンに詳しく、ブログをよく更新する。
- ロードオブメジャー在籍時はドラムのほか、ライブにて時折キーボードやコンガを担当していた。
- ロードオブメジャー解散後、2008年1月よりピアノロックバンド「FAT PROP」に加入するが同年7月に脱退[1]。
- 現在はOne love for peaceという5人組バンドに所属している。
- 2019年にレシオPのADDICTIONという作品にドラムで参加している。

## 使用機材
- メインキットは、PREMiER（プレミア）社製は、シグニア・シリーズのメイプルカラー
- スティックは、VATER（ベーター）社製は、POWER 5B。
- キックペダルは、DW DRUMS 社製は、9000シリーズ。